# Psitacins
Els Psitacins (Psittacinae) són una subfamília de lloros de l'Àfrica al sud del Sahara, amb grandària mitjana i membres de la família dels Psitàcids.

## Taxonomia
Tradicionalment i segons la classificació de Howard et Moore i en la de Peters, dins aquesta subfamília eren incloses un gran nombre d'espècies, classificades a diferents tribus. Actualment, amb els avanços en anàlisis genètics ha estat reduïda pels diferents autors a part de les espècies de la tradicional tribu Psittacini, arran els estudis de Joseph et al. (2012).
La subfamília conté dos gèneres amb unes 12 espècies:
- Gènere Psittacus, amb dues espècies.
- Gènere Poicephalus, amb 10 espècies.

El gènere Coracopsis, que era inclòs a la tribu Psittacini, ara és ubicat a la subfamília Psittrichasinae.